# Форнелли
Форнелли (итал. Fornelli) — коммуна в Италии, располагается в регионе Молизе, в провинции Изерния.
Население составляет 2014 человек (2008 г.), плотность населения составляет 88 чел./км². Занимает площадь 23 км². Почтовый индекс — 86070. Телефонный код — 0865.
Покровителем населённого пункта считается святой San Pietro Martire da Verona (29 aprile) e, co-patrono, San_Domenico_abate.

## Демография
Динамика населения:

## Администрация коммуны
- Официальный сайт: http://www.comune.fornelli.is.it/